# Giuseppe Salvago Raggi

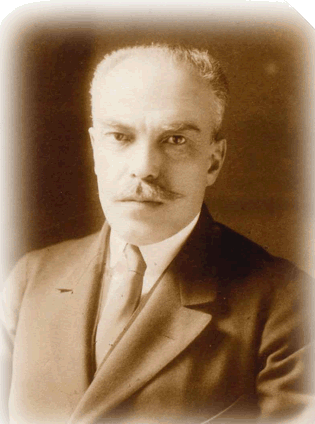
Giuseppe Salvago Raggi

Giuseppe Salvago Raggi, Marchese Salvago Raggi (* 17. Mai 1866 in Genua; † 28. Februar 1946 in Molare) war ein Diplomat und Politiker im Königreich Italien, der unter anderem zwischen 1899 und 1901 Geschäftsträger der Gesandtschaft in China, von 1907 bis 1915 Gouverneur der Kolonie Eritrea, 1916 Gesandter im Sultanat Ägypten sowie zwischen 1916 und 1918 Gesandter in Frankreich war. Er war von 1918 bis 1943 Mitglied des Senats (Senato del Regno) sowie ferner Teilnehmer der Pariser Friedenskonferenz 1919.

## Leben

### Eintritt in den diplomatischen Dienst und Geschäftsträger der Gesandtschaft in China
Giuseppe Salvago Raggi stammte aus einer adligen Patrizierfamilie aus Genua und war Sohn von Paris Maria Salvago, dem 1880 der Titel eines Marchese verliehen wurde, und dessen Ehefrau Maria Tommasina Violante Filomena Raggi. Er absolvierte ein Studium der Sozialwissenschaften an dem zur Universität Florenz gehörenden Institut für Sozialwissenschaften (Istituto Superiore di Scienze Sociali e Politiche „Cesare Alfieri di Sostegno“), welches er mit einem Laurea in scienze sociali beendete. Er trat am 19. Januar 1889 in den diplomatischen Dienst des Außenministeriums (Ministero degli affari esteri) und wurde am 25. Februar 1889 als Attaché an die Gesandtschaft im Königreich Spanien versetzt. Am 14. März 1890 wurde er als Attaché an die Gesandtschaft im Russischen Kaiserreich sowie wenige Monate später am 17. Dezember 1890 an die Gesandtschaft im Deutschen Kaiserreich versetzt, ehe er am 31. Oktober 1892 zur Gesandtschaft im Osmanischen Reich wechselte. Nach seiner Beförderung zum Legationssekretär Zweiter Klasse am 31. März 1895 wurde er am 2. April 1895 an die Gesandtschaft im Khedivat Ägypten versetzt. Für seine dortigen Verdienste wurde er am 22. November 1896 Ritter des Ordens der Krone von Italien.
Am 1. April 1897 wurde er an die Gesandtschaft im Kaiserreich China versetzt und war dort vom 27. April 1899 bis zum 19. Dezember 1901  Geschäftsträger der Gesandtschaft. Er verteidigte die Gesandtschaft während des Boxeraufstands (18. Oktober 1899 bis 7. September 1901) und wurde für seine Verdienste am 2. September 1900 Kommandeur des Ordens der Heiligen Mauritius und Lazarus und am 17. März 1901 zum Legationssekretär Erster Klasse ernannt. Am 19. Dezember 1901 wurde er erneut an die Gesandtschaft im Khedivat Ägypten versetzt und blieb dort sowie als Generalkommissar von Italienisch-Somaliland bis zum 5. Oktober 1906, woraufhin Tommaso Carletti seine Nachfolge antrat. Nach seiner Beförderung zum Legationsrat am 6. Oktober 1906 wurde er Leiter der Vertretung in Sansibar.

### Gouverneur der Kolonie Eritrea, Gesandter in Ägypten und in Frankreich, Ernennung zum Botschafter
Am 24. Januar 1907 wurde Salvago Raggi als Nachfolger von Ferdinando Martini als Gouverneur der Kolonie Eritrea ernannt und verblieb in diesem Amt vom 25. März 1907 bis zu seiner Ablösung durch Giovanni Cerrina Feroni am 17. August 1915. In dieser Funktion wurde er am 5. August 1907 zum Gesandten Zweiter Klasse befördert sowie am 10. November 1910 zunächst Großoffizier des Ordens der Krone von Italien und bekam am 8. Mai 1913 zudem auch das Großkreuz dieses Ordens verliehen. Darüber hinaus wurde er am 2. Februar 1913 Gesandter Erster Klasse (Inviato straordinario di I classe) sowie im Dezember 1913 auch Großoffizier des Ordens der Heiligen Mauritius und Lazarus. Im weiteren Verlauf dieser Tätigkeit, insbesondere wegen seiner Verdienste im Ersten Weltkrieg in Eritrea wurde er am 4. Februar 1915 auch Großoffizier des Kolonial-Ordens vom Stern von Italien und erhielt ferner am 7. Juni 1916 das Großkreuz des Ordens der Heiligen Mauritius und Lazarus.
Am 8. Juni 1916 löste er Attilio Serra als außerordentlicher Gesandter und bevollmächtigter Minister im Sultanat Ägypten ab und verblieb auf diesem Posten bis zum 9. November 1916, woraufhin Lazzaro Negrotto Cambiaso ihn ablöste. Er selbst wiederum übernahm am 9. November 1916 von Tommaso Tittoni das Amt als außerordentlicher Gesandter und bevollmächtigter Minister in Frankreich. Er verblieb dort bis zu seinem Ausscheiden aus dem diplomatischen Dienst am 1. Februar 1918 und wurde dort von Lelio Bonin Longare abgelöst. Mit seinem Ausscheiden aus dem auswärtigen Dienst wurde ihm am 1. Februar 1918 der Titel eines Botschafters (Ambasciatore) verliehen.

### Senator, Pariser Friedenskonferenz und Verlust des Senatssitzes
Am 1. Januar 1918 wurde Giuseppe Salvago Raggi zum Mitglied des Senats (Senato del Regno) ernannt und gehörte diesem vom 13. Dezember 1918 bis zum 5. August 1943 an. Zu Beginn seiner Senatszugehörigkeit war er zwischen dem 13. Dezember 1918 und dem 29. September 1919 sowie erneut vom 5. Dezember 1919 bis zum 21. Januar 1921 Mitglied des Finanzausschusses (Commissione di finanze). Zwischenzeitlich war er vom 18. Januar 1919 bis zum 21. Januar 1920 neben Ministerpräsident Vittorio Emanuele Orlando, Sidney Sonnino, Antonio Salandra und Salvatore Barzilai als Mitglied der italienischen Delegation Teilnehmer der Pariser Friedenskonferenz.
Er war zwischen dem 9. Februar 1920 und dem 21. Januar 1921 Mitglied des Zentralrates für die italienischen Auslandsschulen (Consiglio centrale per le scuole italiane all’estero) sowie vom 19. Juli 1920 bis zum 21. Januar 1921 Mitglied des Senatsausschusses für Auswärtiges (Commissione per la politica estera). Er wurde 1926 Mitglied der Società Geografica Italiana, der Geografischen Gesellschaft, und am 28. November 1926 auch zum Mitglied des Komitees für Rechtsfragen des Außenministeriums (Consiglio del contenzioso diplomatico) berufen. Im Senat war er später zwischen dem 8. März 1930 und dem 19. Januar 1934 Mitglied der Kommission zur Prüfung von Gesetzentwürfen zur Umwandlung in Gesetzesdekrete (Commissione per l’esame dei disegni di legge per la conversione dei decreti-legge) sowie vom 12. Dezember 1931 bis zum 19. Januar 1934 auch Mitglied der Kommission für die Rechtsprechung des Obersten Gerichtshofes (Commissione per il giudizio dell’Alta Corte di Giustizia). Zuletzt war er im Senat vom 17. April 1939 bis zum 5. August 1943 Mitglied des Ausschusses für auswärtige Angelegenheiten, Handels- und Zollrecht (Commissione degli affari esteri, degli scambi commerciali e della legislazione doganale) sowie ferner zwischen dem 17. April 1939 und dem 28. Januar 1940 auch Mitglied des Ausschusses für die Angelegenheiten von Italienisch-Afrika (Commissione degli affari dell’Africa italiana).
Unter der Regierung Badoglio wurde Salvago Raggi am 7. August 1944 vom Obersten Gerichtshof für Sanktionen gegen den Faschismus ACGSF (Alta Corte di Giustizia per le Sanzioni contro il Fascismo) angeklagt. Der Gerichtshof warf ihm vor, den Faschismus aufrechterhalten und den Krieg sowohl bei den Abstimmungen im Senat als auch mit individuellen Handlungen, einschließlich der Verbreitung von Propaganda innerhalb und außerhalb des Senats, unterstützt zu haben. Durch Beschluss des ACGSF verlor er seinen Sitz im Senat. Mit Beschluss vom 19. Dezember 1945 erfolgte die Zurückweisung seines Widerrufsersuchens vom 27. August 1945. Er war zwei Mal verheiratet. Aus seiner ersten Ehe mit Camilla Pallavicino ging der Sohn Parias Maria Salvago Raggi hervor, während die zweite Ehe mit Giuseppina Menotti kinderlos blieb.

## Veröffentlichungen
- Notabili della terza Italia, Herausgeber Glauco Licata, Cinque lune, Neuauflage 1968.
- Ambasciatore del re. Memorie di un diplomatico dell’Italia liberale, Le lettere, Neuauflage 2011.
- Lettere dall’Oriente, ECIG, Neuauflage 1992.